# Les Cerveaux (film)
Ne doit pas être confondu avec Le Cerveau.
Pour les articles homonymes, voir Les Cerveaux et Mastermind (homonymie).
Pour plus de détails, voir Fiche technique et Distribution.
Les Cerveaux ou Les Grands Génies au Québec (Masterminds), est une comédie policière américaine réalisée par Jared Hess et sortie en 2016.

## Synopsis
David Ghantt, un banal convoyeur de fonds, se trouve embarqué dans l'un des plus gros hold-up de l'histoire des États-Unis. Le problème, c'est qu'il se fait doubler par ses complices, qui disparaissent avec le butin en lui mettant tout sur le dos. En cavale, traqué par les autorités et pourchassé par un drôle de tueur à gages, David va tout tenter pour reprendre l'avantage et doubler à son tour ceux en qui il avait le plus confiance...

## Fiche technique
- Titre original : Masterminds
- Titre français : Les Cerveaux
- Titre québécois : Les Grands Génies
- Réalisation : Jared Hess
- Scénario : Chris Bowman, Danny McBride, Hubbel Palmer et Emily Spivey[1]
- Musique originale : Geoff Zanelli
- Direction artistique : Clayton Hartley
- Décors : Elliott Glick
- Costumes : Sarah Edwards
- Photographie : Erik Wilson
- Son : Michael J. Benavente
- Montage : Keith Brachmann et David Rennie
- Production : John Goldwyn, Jody Hill et Lorne Michaels
- Société de production : Relativity Media
- Société de distribution :  Relativity Media, Metropolitan Filmexport  (France)
- Pays d'origine :  États-Unis
- Langue : anglais
- Format : couleur (Technicolor) - Digital (Digital Cinema Package DCP) - 1,78:1 - son Dolby Digital
- Genre : comédie
- Durée : 94 minutes
- Dates de sortie : 
  - États-Unis : 30 septembre 2016
  - France : 23 novembre 2016

## Distribution
- Zach Galifianakis (VF : Daniel Lafourcade ; VQ : Louis-Philippe Dandenault) : David Scott Ghantt
- Owen Wilson (VF : Lionel Tua ; VQ : Antoine Durand) : Steve Chambers
- Kristen Wiig (VF : Marie-Laure Dougnac ; VQ : Viviane Pacal) : Kelly Campbell
- Jason Sudeikis (VF : Thierry Kazazian ; VQ : Tristan Harvey) : Mike McKinney
- Devin Ratray (VQ : Jean-Jacques Lamothe) : Runny
- Mary Elizabeth Ellis (VF : Nathalie Karsenti ; VQ : Julie Burroughs) : Michelle Chambers
- Ken Marino (VF : Serge Faliu) : Doug
- Kate McKinnon (VF : Diane Dassigny ; VQ : Catherine Hamann) : Jandice
- Leslie Jones (VF : Céline Ronté) : inspecteur Scanion
- Candace Blanchard (VF : Caroline Santini) : Cathy Jeffgoat
- Rhoda Griffis : l'agent immobilier
- Jon Daly : un détective

 Source et légende : version française (VF) sur RS Doublage et version québécoise (VQ) sur Doublage Québec

## Production

### Sortie
Initialement prévue pour le 19 août 2015 sur le territoire américain, la sortie des Cerveaux est reportée au 9 octobre en raison de la faillite de la société de production Relativity Media,. Mais la date est à nouveau repoussée au 30 septembre 2016.

## Accueil

### Box-office
Le film a rapporté 12 767 040 $ au cours des deux premières semaines aux États-Unis, 29,2 millions d'USD sur son exploitation mondiale.

### Réception critique
Aux États-Unis, le film a été l'un des pires scores de l'année et ce malgré le fait qu'il était disponible dans un nombre de salles conséquent. En France, on trouve peu de bonnes critiques du film, souvent considéré comme pas assez drôle. Télérama estime que le film « ne convainc jamais » et Les Inrockuptibles que c'est « une plongée en apnée dans l'idiotie la plus crasse ».